# Костелло, Дадли
Дадли Костелло (англ. Dudley Costello; 1803—1865) — английский журналист и романист.
Брат Луизы Костелло, служил в армии, затем занимался копированием средневековых миниатюр и, вместе с сестрой, способствовал возрождению этого искусства. Из его путевых очерков лучшие: «Italy, from the Alps to the Tiber» и «A Tour through the Valley of Meuse». Из романов известны «Stones from a screen», «The Millionaire», «Holidays with Hobgoblins» и др.